# Eryngium davisii
Eryngium davisii är en flockblommig växtart som beskrevs av Kit Tan och Yildiz. Eryngium davisii ingår i släktet martornar, och familjen flockblommiga växter. Inga underarter finns listade i Catalogue of Life.